# Ministère du Tourisme et des Loisirs
Le ministère du tourisme et des loisirs du Cameroun (MINTOUL) est le ministère chargé de l'élaboration et de la mise en œuvre de la politique nationale du tourisme et des loisirs. Il a pour mission de promouvoir le Cameroun comme une destination touristique de choix, de valoriser le patrimoine culturel et naturel du pays, et de développer les activités de loisirs pour le bien-être des populations.

## Historique
Le ministère du tourisme et des loisirs du Cameroun a été créé par le décret présidentiel n° 2004/320 du 8 décembre 2004, portant organisation du gouvernement. Il succède au ministère du tourisme, qui existait depuis 1975. Le premier ministre du tourisme et des loisirs du Cameroun est M. Baba Hamadou, nommé le 8 décembre 2004. Depuis le 2 mars 2018, le ministre du tourisme et des loisirs du Cameroun est M. Bello Bouba Maïgari.

## Organisation
Le ministère du tourisme et des loisirs du Cameroun comprend les structures centrales, déconcentrées et rattachées suivantes :

### Structures centrales
Les structures centrales du ministère du tourisme et des loisirs du Cameroun sont :
- Le cabinet du ministre, dirigé par le directeur de cabinet ;
- L'inspection générale, dirigée par l'inspecteur général ;
- Le secrétariat général, dirigé par le secrétaire général ;
- Les directions générales, au nombre de trois :
  - La direction générale du tourisme, chargée de la réglementation, du contrôle, de la planification, du développement et de la promotion du tourisme ;
  - La direction générale des loisirs, chargée de la réglementation, du contrôle, de la planification, du développement et de la promotion des loisirs ;
  - La direction générale de la formation et de la recherche, chargée de la formation, de la qualification, de la certification et de la recherche dans les domaines du tourisme et des loisirs[2].

### Structures déconcentrées
Les structures déconcentrées du ministère du tourisme et des loisirs du Cameroun sont :
- Les délégations régionales du tourisme et des loisirs, au nombre de dix, correspondant aux dix régions administratives du Cameroun ;
- Les délégations départementales du tourisme et des loisirs, au nombre de cinquante-huit, correspondant aux cinquante-huit départements du Cameroun.

### Structures rattachées
Les structures rattachées au ministère du tourisme et des loisirs du Cameroun sont :
- Les bureaux d'information touristique (BIT) à l'étranger, au nombre de trois, situés à Washington, Paris et Beijing, chargés de la promotion du Cameroun comme destination touristique dans les pays d'Amérique, d'Europe et d'Asie ;
- L'agence nationale de promotion du tourisme et des loisirs (ANPTL), établissement public administratif, chargé de la mise en œuvre des actions de promotion du tourisme et des loisirs ;
- Le fonds national du tourisme et des loisirs (FNTL), établissement public à caractère financier, chargé du financement des projets et des programmes du tourisme et des loisirs ;
- L'école nationale supérieure du tourisme et des loisirs (ENSTL), établissement public d'enseignement supérieur, chargé de la formation des cadres du tourisme et des loisirs[2].

### Organismes sous tutelle
Les organismes sous tutelle du ministère du Tourisme et des Loisirs sont:
- l'Agence de promotion du tourisme et des loisirs ;
- l'Ecole nationale supérieure du tourisme et de l'hôtellerie ;
- le Fonds national du tourisme et des loisirs.

## Programmes et projets
Le ministère du tourisme et des loisirs du Cameroun met en œuvre deux programmes opérationnels et un programme support, définis dans son cadre stratégique de performance :
- Le programme de structuration de l'offre du tourisme et des loisirs, qui vise à améliorer la qualité et la diversité de l'offre touristique et de loisirs, à travers la réhabilitation et la création des infrastructures, la valorisation du patrimoine, la protection de l'environnement, la formation et la certification des acteurs ;
- Le programme de promotion du tourisme et des loisirs, qui vise à accroître la visibilité et l'attractivité du Cameroun comme destination touristique, à travers la communication, la participation aux événements internationaux, la facilitation des formalités d'entrée et de séjour, le développement des partenariats et des réseaux ;
- Le programme support, qui vise à assurer le fonctionnement optimal du ministère, à travers la gestion des ressources humaines sont, financières et matérielles, le suivi-évaluation, le contrôle, l’audit et l'inspection

## Liste des ministres
| Période   | Nom et prénoms       | Fonction                                             | Images |
| --------- | -------------------- | ---------------------------------------------------- | ------ |
| 2011-     | BELLO BOUBA Maïgari  | Ministre d'Etat, Ministre du Tourisme et des Loisirs |        |
| 2004-2011 | Baba HAMADOU         | Ministre du Tourisme                                 |        |
| 2000-2004 | Pierre HELE          | Ministre du Tourisme                                 |        |
| 1997-2000 | Claude Joseph MBAFOU | Ministre du Tourisme                                 |        |
| 1992-1997 | Pierre SOUMAN        | Ministre du Tourisme                                 |        |
| 1989-1992 | Benjamin ITOE        | Ministre du Tourisme                                 |        |
| 1968      | Paul FOKAM KAMGA     | Ministre de l'Information et du Tourisme             |        |

.